# Synaj (półwysep)

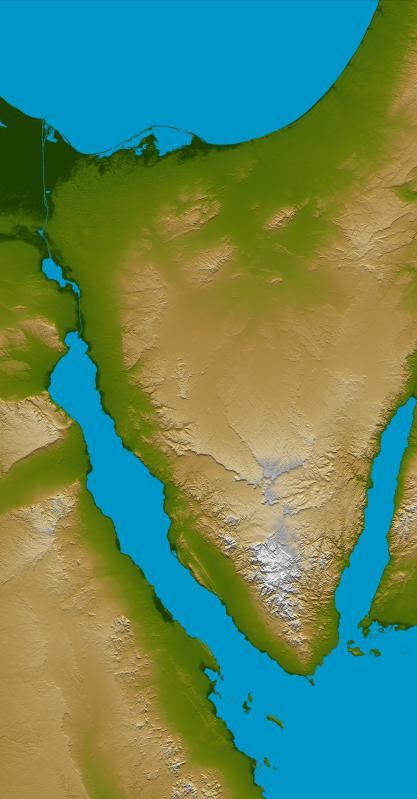
Mapa hipsometryczna (ukształtowania terenu) półwyspu

Synaj (arab. شبه جزيرة سيناء Shibh Jazīrat Sīnā, hebr. סיני Sinai) – półwysep w kształcie trójkąta, otoczony Morzem Śródziemnym od północy, Zatoką Sueską i Kanałem Sueskim (na Przesmyku Sueskim) od zachodu, Morzem Czerwonym od południa i Zatoką Akaba od wschodu. Półwysep Synaj leży w Azji Zachodniej i jest częścią Egiptu. Zachodnia granica półwyspu stanowi umowną granicę między Azją a Afryką. Administracyjnie podzielony jest na dwie prowincje gubernatorskie (muhafazy): Synaj Północny i Synaj Południowy.
Powierzchnia półwyspu to 61,2 tys. km², w większej części pustynia. W części północnej obszar wyżynny, w południowej górzysty. Najwyższy szczyt to Góra Świętej Katarzyny – 2629 m n.p.m.

## Turystyka
Stabilizacja sytuacji politycznej z Izraelem, zaowocowała w końcu lat 80. XX wieku rozwojem turystyki na wschodnim wybrzeżu Synaju i rozkwitem takich miejscowości wypoczynkowych jak Szarm el-Szejk, Dahab, Taba i inne na Riwierze Morza Czerwonego. Atrakcją regionu Synaju, oprócz suchego i słonecznego klimatu, jest podwodny świat Morza Czerwonego, w tym rafy koralowe, bogata fauna i flora, eksplorowane przez turystów w trakcie nurkowania. Większa część otaczającego terenu górzystego zamieszkiwana jest pierwotnie przez koczownicze plemiona Beduinów.

## Obszary ochrony przyrody
Nazwy obszarów ochrony przyrody zgłoszonych w ramach ustawy 102 z roku 1983 na terenie Synaju:
| Nazwa                           | Rok ustanowienia | Powierzchnia (km²) | Muhafaza         | Nr dekretu           |
| ------------------------------- | ---------------- | ------------------ | ---------------- | -------------------- |
| Park Narodowy Ras Muhammad      | 1983             | 850                | Synaj Południowy | 1068/1983, 2035/1996 |
| Rezerwat Zaranik                | 1985             | 230                | Synaj Północny   | 1429/1985, 3379/1996 |
| Rezerwat Arisz                  | 1985             | 8                  | Synaj Północny   | 1429/1985, 3379/1996 |
| Park Narodowy Świętej Katarzyny | 1988             | 5750               | Synaj Południowy | 613/1988, 940/1996   |
| Rezerwat Nabk                   | 1992             | 600                | Synaj Południowy | 1511/1992, 33/1996   |
| Rezerwat Ras Abu Dżallum        | 1992             | 500                | Synaj Południowy | 1511/1992 33/1996    |
| Rezerwat Taba                   | 1998             | 3595               | Synaj Południowy | 316/1998             |

## Galeria

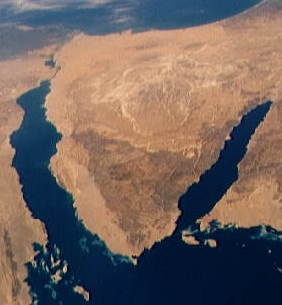
Półwysep Synaj widziany z kosmosu
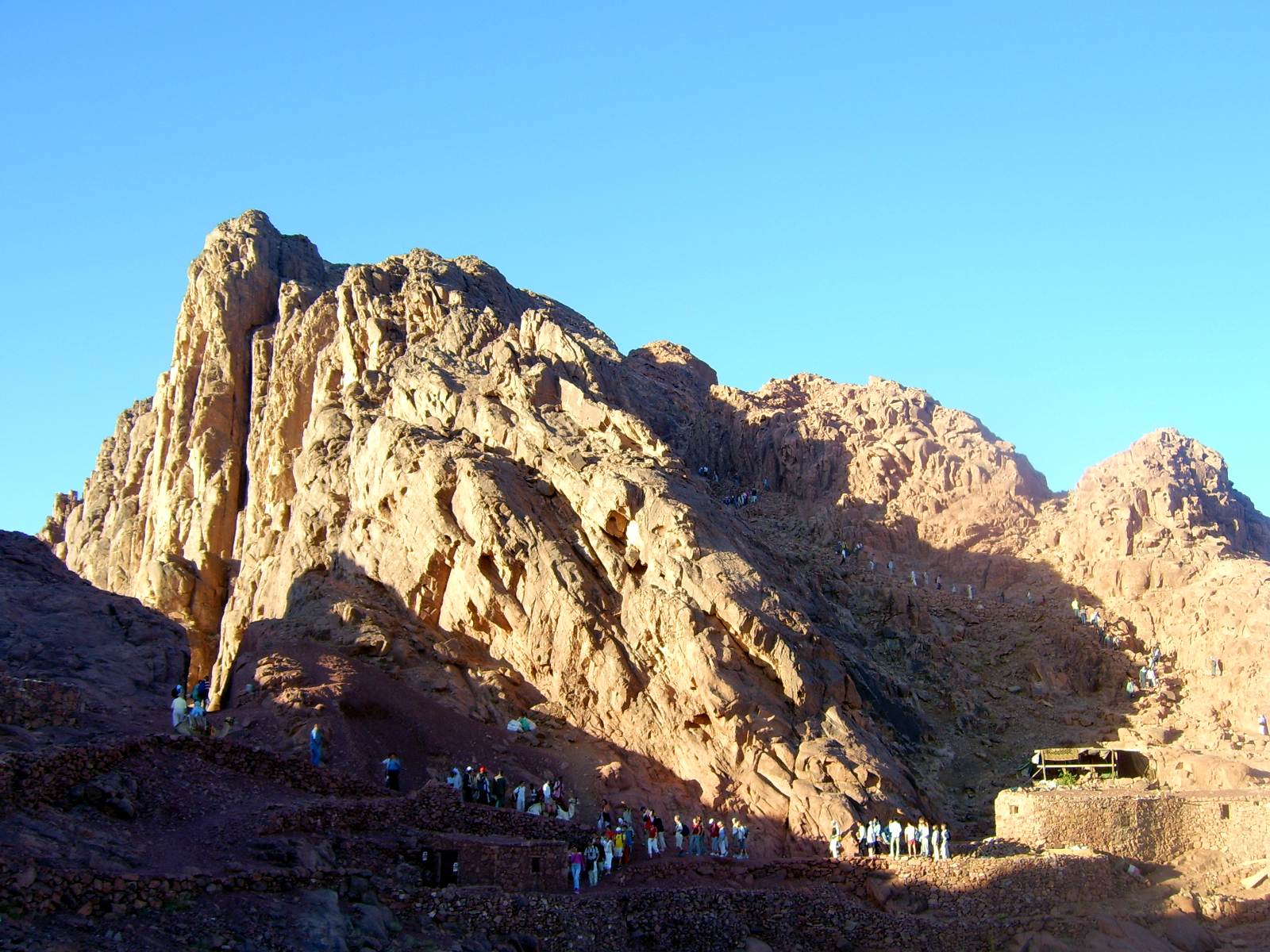
Szczyt Góry Synaj
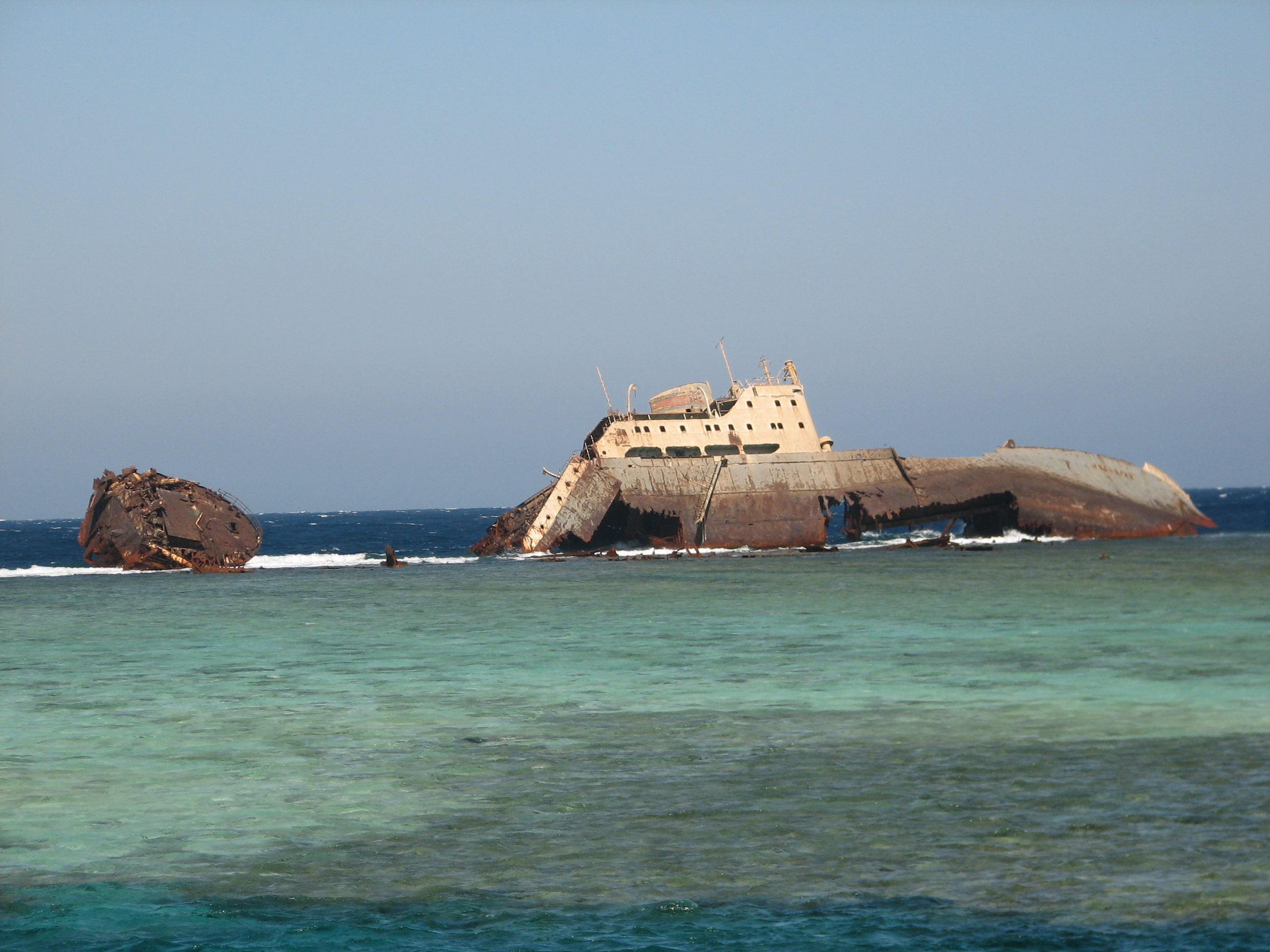
Wrak statku transportowego z 1985 r. pomiędzy wyspą Tiran a Synajem
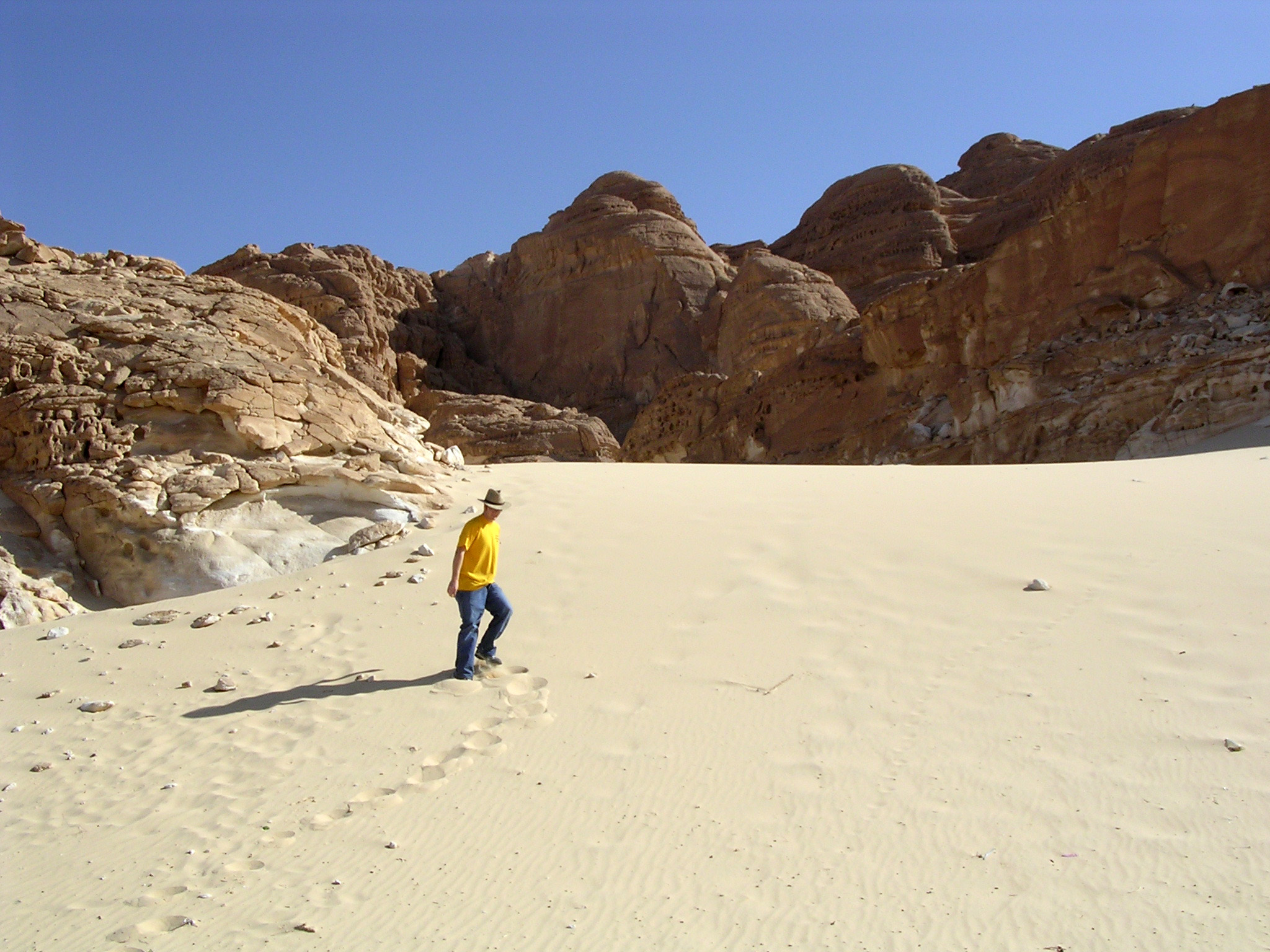
Piaszczysta pustynia na Synaju
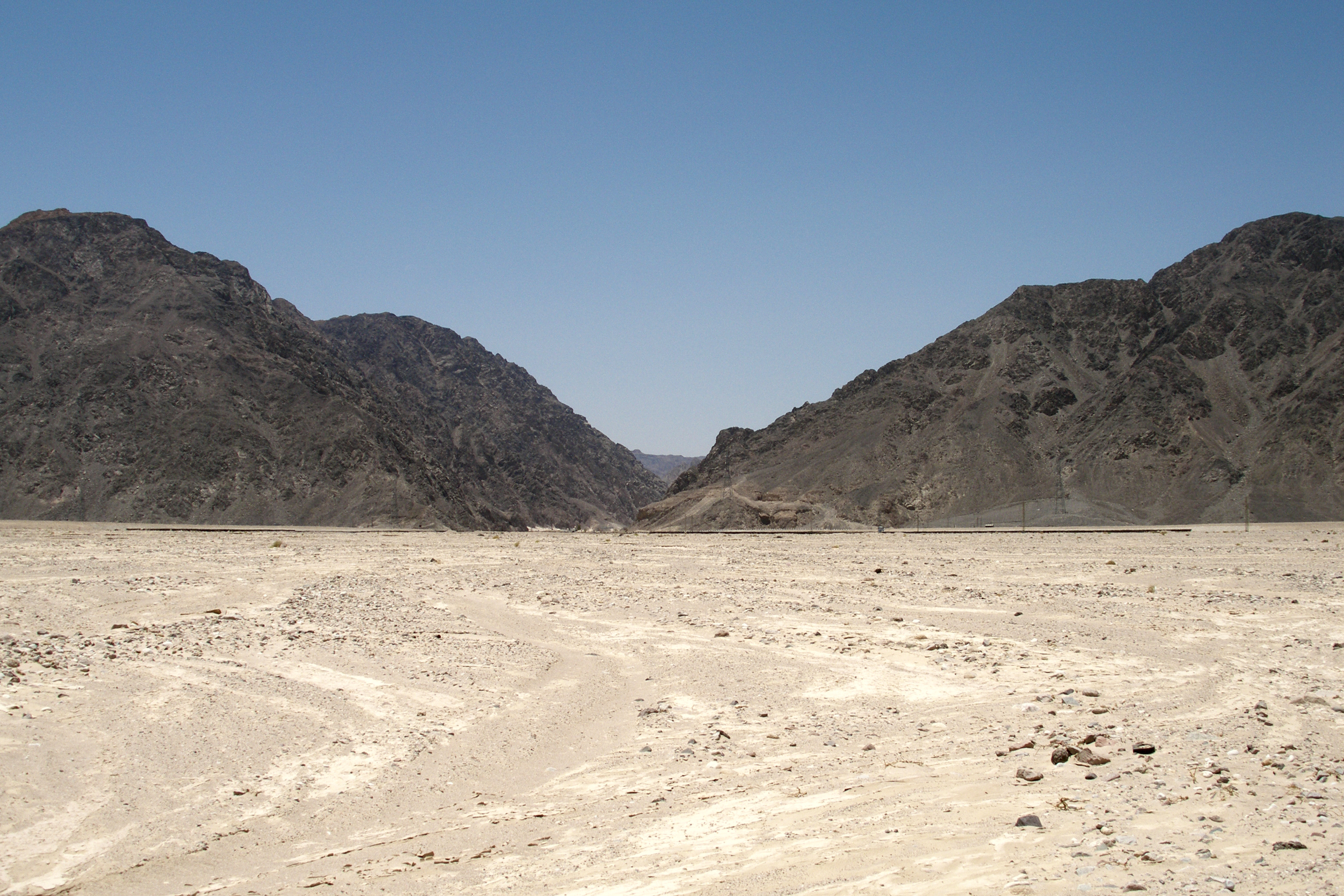
Pustynia
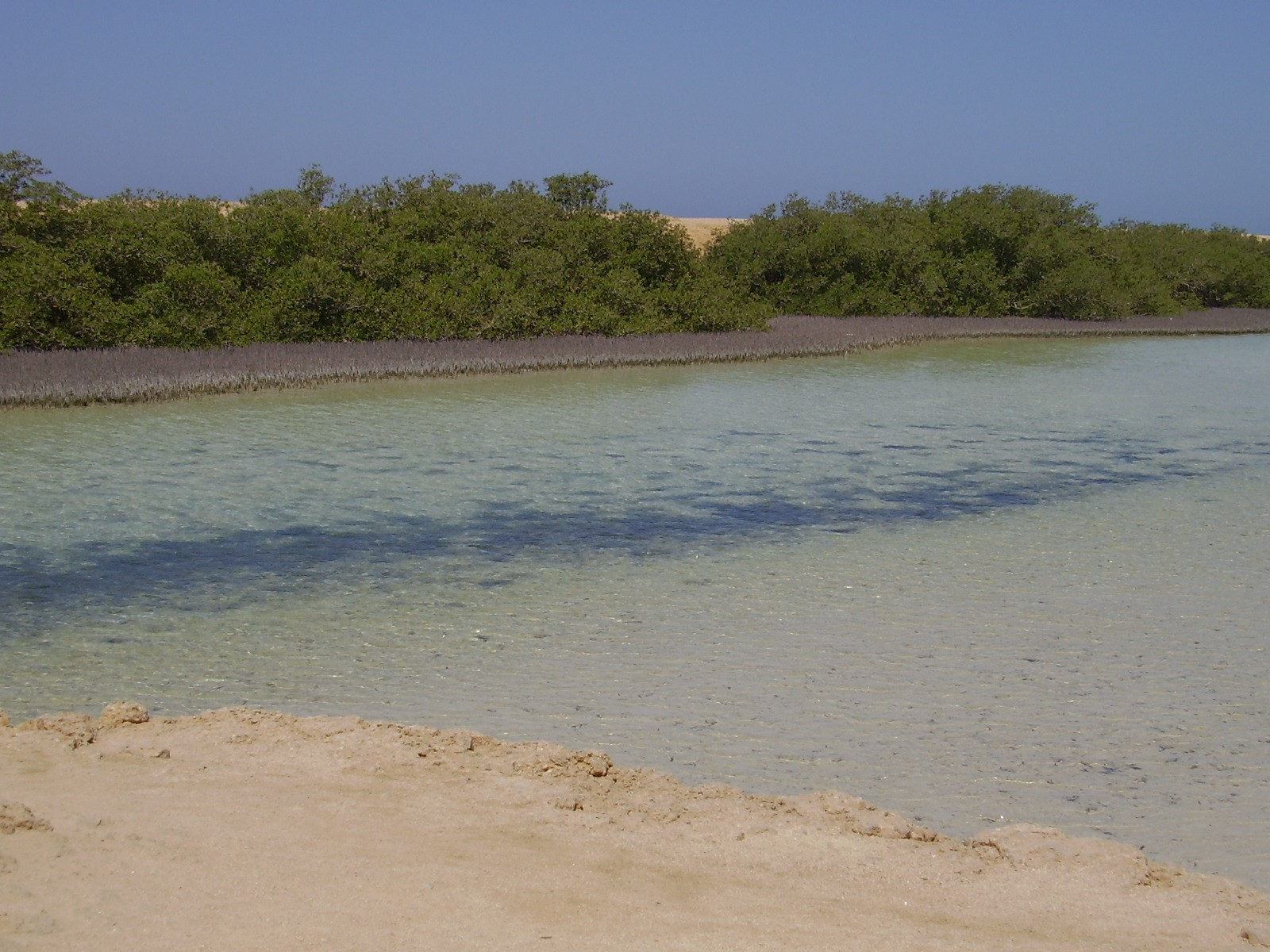
Namorzyny w Ras Muhammad na południowym krańcu półwyspu
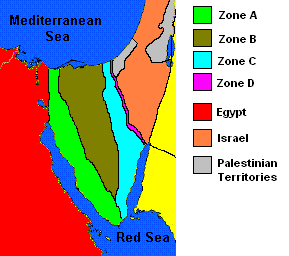
Synaj - podzielony na strefy, które kontrolują Multinational Force & Observers